# Georges Bernanos
Louis Émile Clément Georges Bernanos (Párizs 9. kerülete, 1888. február 20. –‎ Neuilly-sur-Seine, 1948. július 5.) francia író, az I. világháború katonája. Monarchista beállítottságú katolikus, kritikus volt az elitista gondolkodással szemben, és ellenezte az általa defetizmusként azonosított gondolkodást. Úgy vélte, ez vezetett Franciaország vereségéhez és végül Németország általi megszállásához 1940-ben, a második világháború idején. Két fő regénye, a Sous le soleil de Satan (1926) és a Journal d'un curé de campagne (1936) egy plébános körül forog, aki a világban uralkodó gonoszság és kétségbeesés ellen küzd.

## Élete és pályafutása
Bernanos Párizsban született, kézműves családban. Gyermekkorának nagy részét a Pas-de-Calais régióban fekvő Fressin faluban töltötte, amely regényeinek gyakori színhelye lett. Az első világháborúban katonaként szolgált, ahol részt vett a somme-i és verduni csatákban. Többször megsebesült.
A háború után biztosítási területen dolgozott, majd megírta a Sous le soleil de Satan (1926, A sátán árnyékában) című regényt. Az 1936-ban megjelent Journal d'un curé de campagne (Egy falusi plébános naplója) című művével elnyerte az Francia Akadémia regényi nagydíját.
A királypárti beállítottságú Bernanos, aki fiatalabb korában a Camelots du Roi (az Action Française ifjúsági szervezete) tagja volt, 1932-ben szakított Charles Maurras-szal és az Action Française-szal. A spanyol polgárháború kezdetén kezdetben támogatta Franco puccsát miután azonban Mallorcán megfigyelte a konfliktust, és látta "a terrorizált népet", megundorodott a nacionalesektől, és Les grands cimetières sous la lune (1938, Napló az időmről) című könyvében bírálta őket. Ezt írta: "Illúzióim Franco tábornok vállalkozásával kapcsolatban nem tartottak sokáig – két-három hétig -, de amíg tartottak, lelkiismeretesen igyekeztem leküzdeni azt az undort, amelyet egyes emberei és eszközei váltottak ki belőlem."
Az Európában növekvő politikai feszültségek miatt Bernanos 1938-ban családjával Dél-Amerikába emigrált, és Brazíliában telepedett le. Egészen 1945-ig maradt a Minas Gerais állambeli Barbacenában, ahol egy farm vezetésével próbálkozott. Három fia a II. világháború kitörése után visszatért Franciaországba harcolni, míg ő országa "szellemi kimerültsége" miatt dühöngött, amely szerinte az 1940-es összeomlás gyökere volt. Száműzetéséből gúnyolta a "nevetséges" Vichy-rezsimet, és a konzervatív Charles de Gaulle vezette nacionalista Szabad Francia Erők határozott támogatójává vált. Franciaország felszabadulása után De Gaulle meghívta Bernanost, hogy térjen vissza hazájába, és kormánypozíciót ajánlott neki. Bernanos valóban visszatért, de mivel csalódottan nem látta a szellemi megújulás jeleit, visszautasította, hogy aktív szerepet vállaljon a francia politikai életben.

## Művei

### Regények
- Sous le soleil de Satan, Paris, Plon, 1926
- Les Ténèbres (diptichon)
  - L'Imposture, Paris, Plon, 1927
  - La Joie, Paris, Plon, 1929 (először 1928-ban jelent meg a "La Revue universelle" című folyóiratban)
- Un crime, Paris, Plon, 1935
- Journal d'un curé de campagne, La Revue hebdomadaire, 1935-1936; Paris, Plon, 1936
- Nouvelle histoire de Mouchette, Paris, Plon, 1937
- Monsieur Ouine, Rio de Janeiro, 1943; Paris, Plon, 1946
- Un mauvais rêve, posztumusz, Paris, Plon, 1950

### Novellák és korai írások
- Dialogue d'ombres, Paris, Plon, 1955
  - Madame Dargent, Paris, La Revue hebdomadaire, 1922
  - Une nuit, Paris, La Revue hebdomadaire, 1928
  - Dialogue d'ombres, Paris, La Nouvelle Revue française, 1928

### Színdarab
- Dialogues des carmélites, Paris, Seuil, 1949

### Magyarul megjelent
- A sátán árnyékában (Sous le soleil de Satan) – Franklin, Budapest, 1936 (Külföldi regényírók) · Fordította: Just Béla
- Egy falusi plébános naplója (Journal d'un curé de campagne) – Wiko Ny., Kassa, 1943 · Fordította: Just Béla
- Ouine tanár úr (Monsieur Ouine) – Szent István Társulat, Budapest, 1947 (Katolikus szépírók) · Fordította: Füzesséry Katalin
- Bűntett. Regény (Un crime) – Kairosz, Szentendre, 1998 · ISBN 9639137111 · Fordította: Tompa Mária
- A Kármel napja (Dialogues des Carmélites) – Kairosz, Budapest, 2003 · ISBN 9639484385 · Fordította: Nemes KrisztinaEgy falusi plébános naplója (Journal d'un curé de campagne) – Szent István Társulat, Budapest, 2009 · ISBN 9789632771458 · Fordította: Just Béla

## Válogatott művek adaptációi
- Journal d'un curé de campagne: ez volt az első Bernanos-regény, amelyet filmre adaptáltak: Egy falusi plébános naplója (1951) címmel; Robert Bresson rendezte, Claude Laydu(wd) debütáló szerepében.[12]
- A Mouchette-t Robert Bresson adaptálta azonos című filmre, amelyet 1967-ben mutattak be.
- Sous le soleil de Satan: regényét azonos című filmként adaptálták, 1987-ben készült Franciaországban. A film elnyerte az 1987-es cannes-i filmfesztiválon az Arany Pálma-díjat.
- Dialogues des Carmélites: 1947-ben Raymond-Léopold Bruckberger és Philippe Agostini forgatókönyvíró megbízásából Bernanos írta a párbeszédeket egy filmforgatókönyvhöz, amely Gertrud von Le Fort(wd) német írónő Die Letzte am Schafott című regénye alapján készült, a compiègne-i karmelita apácák 1794-es kivégzéséről.[13] A forgatókönyvet annak idején elégtelennek ítélték. Bernanos halála után irodalmi végrehajtója, Albert Béguin fedezte fel a kéziratot. Bernanos örököseinek megsegítésére Béguin igyekezett kiadatni a művet, és engedélyt kért von Le Fort bárónőtől a publikálásra. A nő 1949 januárjában beleegyezett, és a jogdíjakból rá eső részt Bernanos özvegyének és gyermekeinek ajándékozta. A bárónő azonban azt kérte, hogy Bernanos darabja más címet kapjon, mint a novella[9]. Béguin a Dialogues des Carmélites-t választotta, és a mű 1949-ben jelent meg. Lefordították németre, ott 1951-ben Die begnadete Angst (Az áldott félelem) címmel jelent meg, és még abban az évben Zürichben és Münchenben mutatták be. 1952 májusában került sor a francia színpadi bemutatóra a Théâtre Hébertot-ban(wd). Francis Poulenc zeneszerző Bernanos művét azonos című operává dolgozta át, amelyet 1957-ben mutattak be a milánói Scalában. Bernanos darabjából 1960-ban filmet forgattak Jeanne Moreau főszereplésével.

## Fordítás
- Ez a szócikk részben vagy egészben  a   Georges Bernanos című angol Wikipédia-szócikk fordításán alapul.  Az eredeti cikk szerkesztőit annak laptörténete sorolja fel. Ez a jelzés csupán a megfogalmazás eredetét és a szerzői jogokat jelzi, nem szolgál a cikkben szereplő információk forrásmegjelöléseként.